# شهرستان لیانچنگ
شهرستان لیانچنگ (به لاتین: Liancheng County) یک منطقهٔ مسکونی در چین است که در لانگیان واقع شده‌است.